# Gran Premio del Sudafrica 1983
Il Gran Premio del Sudafrica 1983 è stata la quindicesima, e ultima, prova della stagione 1983 del Campionato mondiale di Formula 1. Si è corsa sabato 15 ottobre 1983 sul Circuito di Kyalami. La gara è stata vinta dall'italiano Riccardo Patrese su Brabham-BMW; per il vincitore si trattò del secondo successo nel mondiale. Ha preceduto sul traguardo il connazionale Andrea De Cesaris su Alfa Romeo, e il brasiliano Nelson Piquet, anch'egli su Brabham-BMW.
Grazie ai risultati della gara Piquet si è aggiudicato, per la seconda volta in carriera, Campionato mondiale piloti di Formula 1, mentre la Scuderia Ferrari ha vinto il Campionato costruttori, per l'ottava volta.

## Vigilia

### Sviluppi futuri
All'indomani del Gran Premio d'Europa la Scuderia Ferrari annunciò che Michele Alboreto, pilota impegnato con la Tyrrell, avrebbe sostituito Patrick Tambay, a partire dalla stagione 1984. Era il primo italiano a correre nel mondiale di F1 per la casa italiana dal Gran Premio degli Stati Uniti d'America 1973, quando la Ferrari aveva schierato Arturo Merzario. Tambay venne avvicinato dalla Renault, mentre si fecero più insistenti le voci di un rientro nelle competizioni per Carlos Reutemann, con la Ligier.
La FISA modificò la prima bozza di calendario per la stagione 1984; l'esordio era previsto il 26 febbraio, col Gran Premio del Brasile, la fine il 7 ottobre con quello d'Europa. Nel frattempo, il sindaco di Roma, Ugo Vetere, annunciò l'interesse della città per ospitare una gara, nel 1985.

### Analisi per il Campionato Piloti
Tre piloti erano ancora in lizza per il titolo: Alain Prost comandava la classifica con 57 punti, seguiva Nelson Piquet con 55 e infine René Arnoux con 49; nessuno dei tre si trovava nella situazione di dover scartare il punteggio ottenuto in questa gara. Prost si era aggiudicato 4 gare, mentre i suoi avversari solo tre.
Alain Prost avrebbe vinto il suo primo titolo se:
- avesse vinto;
- fosse giunto secondo o terzo, con Piquet non vittorioso;
- fosse giunto quarto o quinto, con Piquet non primo né secondo;
- fosse giunto sesto, con Piquet non a podio;
- se non avesse ottenuto punti, con Piquet al massimo quinto e Arnoux non primo;

Nelson Piquet avrebbe vinto il suo secondo titolo se:
- avesse vinto;
- fosse giunto secondo, Prost non a podio;
- fosse giunto terzo, con Prost non fra i primi cinque;
- fosse giunto quarto, con Prost fuori dai punti e Arnoux non vincente;

René Arnoux avrebbe vinto il suo primo titolo se;
- avesse vinto, con Prost fuori dai primi 5 e Piquet non a podio.

Di seguito è riportata la situazione, in base ai piazzamenti e alle possibili combinazioni, tra i due contendenti del campionato
| Pos | Pilota        | 1° | 2° | 3° | 4° | 5° | 6° | Punti |
| --- | ------------- | -- | -- | -- | -- | -- | -- | ----- |
| 1   | Alain Prost   | 4  | 2  | 1  | 1  | 1  | 0  | 57    |
| 2   | Nelson Piquet | 3  | 3  | 1  | 2  | 0  | 0  | 55    |
| 3   | René Arnoux   | 3  | 2  | 2  | 0  | 1  | 0  | 49    |

| Pilota        | Risultato (punti totali) | Risultato (punti totali) | Punti massimi dei rivali (punti totali nel caso) | Punti massimi dei rivali (punti totali nel caso) | Punti massimi dei rivali (punti totali nel caso) |
| Pilota        | Risultato (punti totali) | Risultato (punti totali) | Prost                                            | Piquet                                           | Arnoux                                           |
| ------------- | ------------------------ | ------------------------ | ------------------------------------------------ | ------------------------------------------------ | ------------------------------------------------ |
| Alain Prost   | 1°                       | 66                       |                                                  | -                                                | -                                                |
| Alain Prost   | 2°                       | 63                       | 2° (61)                                          | -                                                |                                                  |
| Alain Prost   | 3°                       | 61                       | 2° (61)                                          | -                                                |                                                  |
| Alain Prost   | 4°                       | 60                       | 3° (59)                                          | -                                                |                                                  |
| Alain Prost   | 5°                       | 59                       | 3° (59)                                          | -                                                |                                                  |
| Alain Prost   | 6°                       | 58                       | 4° (58)                                          | -                                                |                                                  |
| Alain Prost   | >6°                      | 57                       | 5° (57)                                          | 2° (55)                                          |                                                  |
| Nelson Piquet | 1°                       | 64                       | -                                                |                                                  | -                                                |
| Nelson Piquet | 2°                       | 61                       | 4° (60)                                          | -                                                |                                                  |
| Nelson Piquet | 3°                       | 59                       | 6° (58)                                          | -                                                |                                                  |
| Nelson Piquet | 4°                       | 58                       | ≥6° (57)                                         | 2°(55)                                           |                                                  |
| René Arnoux   | 1°                       | 58                       | 6° (58)                                          | 4° (58)                                          |                                                  |

### Analisi per il Campionato Costruttori
Due scuderie potevano ancora conquistare il titolo riservato ai costruttori: comandava la Ferrari, con 89 punti, e seguiva la Renault con 78. Entrambe le scuderie avevano ottenuto 4 vittorie in stagione. La Renault era perciò costretta a vincere il Gran Premio per tenere vive la speranze di aggiudicarsi il titolo.
La Renault avrebbe vinto il suo primo titolo costruttori se:
- avesse ottenuto una doppietta, con la Ferrari che non raccoglieva più di quattro punti complessivi.
- si fosse piazzata al primo e al terzo posto, con la Ferrari che non otteneva più di due punti.
- fosse terminata al primo e al quarto posto, con la Ferrari che raccoglieva al massimo un punto.
- fosse terminata al primo e al quinto posto, e la Ferrari che non otteneva punti.

Ogni altra combinazione avrebbe dato, per l'ottava volta, il titolo costruttori alla Ferrari.

### Aspetti tecnici

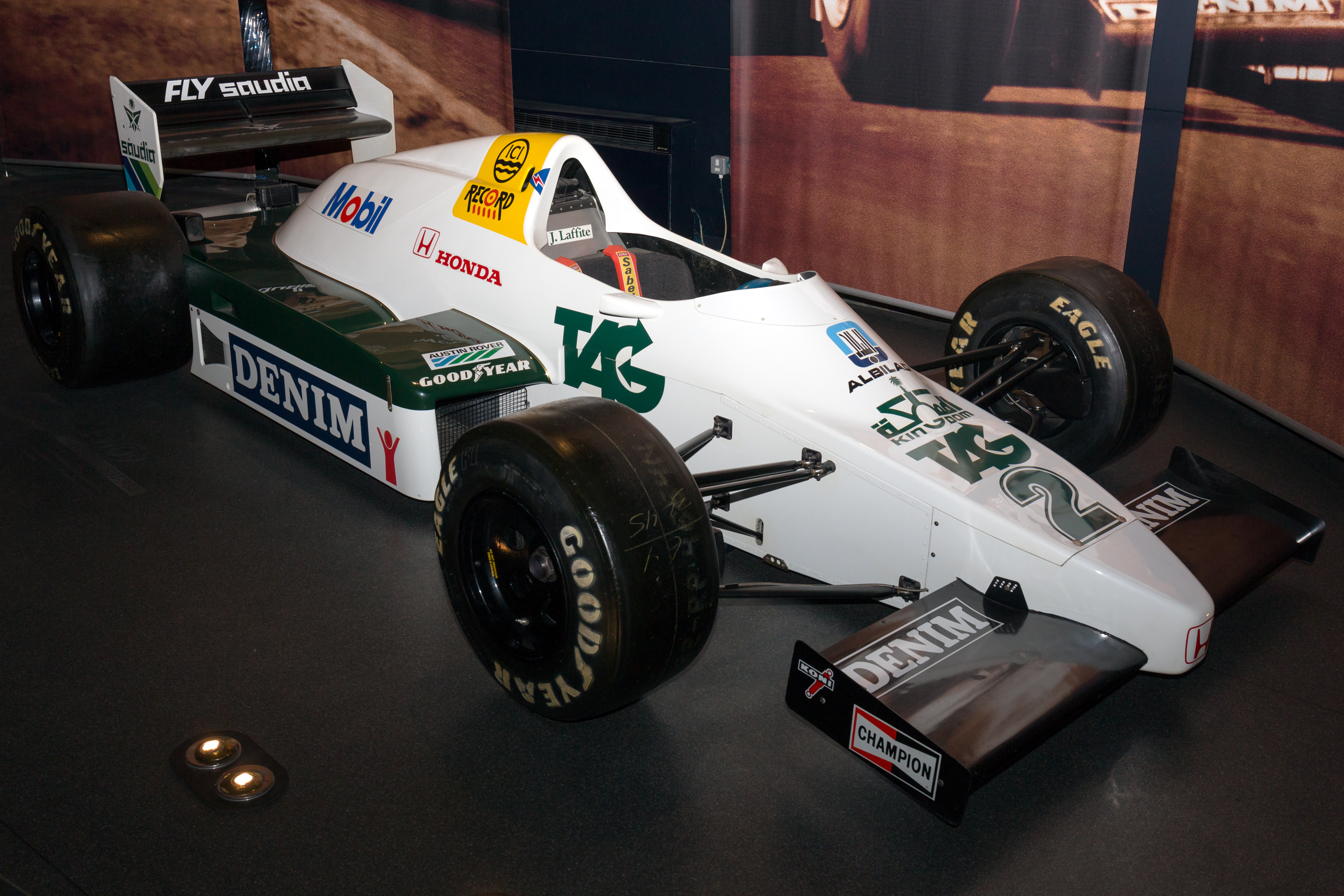
La Williams presentò, per l'ultima gara della stagione, la FW09, motorizzata dal turbo della Honda.

Il Sudafrica aveva interdetto, da luglio, l'importazione di idrocarburi sul suo territorio nazionale; ciò avrebbe costretto le scuderie ad utilizzare la benzina locale, a 93 ottani, di qualità scadente. Per ovviare ai problemi tecnici che ne sarebbero potuti derivare si decise di permettere ai team l'uso della benzina avio a 104 ottani. Pochi giorni prima della gara però la Brabham, saputo che il divieto d'importazione era decaduto, decise di far giungere in pista 1.500 litri della benzina utilizzata normalmente nel corso del campionato, sulla qualche, tra l'altro, vi erano timori di irregolarità espressi dai concorrenti.
Scoperta l'abolizione del divieto le altre scuderie ottennero il mantenimento della deroga all'utilizzo della benzina avio. Questa deroga fu però contrastata dalla stessa Brabham. La FISA minacciò di non considerare valido il gran premio, senza prima un accordo sulla benzina, ma questo avrebbe privato il pilota della Brabham, Nelson Piquet, della possibilità competere ancora per il titolo.
La BMW fornì alla Brabham un sistema di controllo elettronico dell'iniezioni, che poteva essere regolata con un manettino presente in vettura. La casa tedesca aveva ideato anche un nuovo sistema di raffreddamento. La Renault preparò, per la prima volta, un motore da qualifica. Altre innovazioni vennero presentate anche dal motore TAG, che equipaggiava le McLaren, e che riguardavano il sistema di raffreddamento degli scambiatori di calore.
L'innovazione più importante fu l'esordio della Williams FW09, la prima vettura della scuderia inglese a motore turbo, fornito dalla Honda, che già sosteneva la Spirit.

### Aspetti sportivi
Originariamente il gran premio era previsto come gara di apertura del campionato, ma, dopo la decisione assunta dalla federazione di modificare il regolamento tecnico, venne rinviato, per concedere alle scuderie più tempo per testare le nuove vetture, modificate nell'aerodinamica.
Alla gara non partecipò la Theodore Racing, che così abbandonò definitivamente la Formula 1. Non vi partecipò nemmeno la Spirit, che però rientrò in campionato l'anno seguente. Il numero di vetture iscritte scese così a 26, visto che la Williams non schierò più la terza vettura, come invece avvenuto nella gara precedente.
Nelle prove libere, che si tennero a inizio settimana, il più veloce, al lunedì, fu Patrick Tambay, che precedette Elio De Angelis; i due furono però i soli piloti a testare gomme da qualifica. Tambay completò 93 giri, pari a due gran premi. Tambay si confermò anche al martedì, mentre secondo fu l'altro ferrarista René Arnoux. La Renault ebbe delle difficoltà a esprimere velocità sul rettilineo principale, anche se Prost chiuse col quinto tempo. Si dimostrò competitiva la nuova Williams, con Jacques Laffite che ottenne il quarto tempo. Derek Warwick distrusse, in un incidente, la sua Toleman, restando però indenne.
Si ipotizzò che la Renault potesse saltare il rifornimento in gara, sfruttando l'altitudine del tracciato, che limitava la potenza dei turbo. Questo avrebbe significato, infatti, un minor consumo di carburante.

## Qualifiche

### Resoconto
Le prime prove ufficiali videro, col miglior tempo, la Ferrari di Patrick Tambay, che precedette di due decimi Nelson Piquet, e di oltre mezzo secondo Alain Prost. Tambay batté il tempo del brasiliano nella fase finale della sessione. L'altro pilota ancora in lizza per il titolo, René Arnoux fu vittima di un curioso incidente. Nella prima fese delle prove fu costretto ad accostare la sua vettura al bordo della Clubhouse, per un problema elettrico; nel tentativo di aiutare i commissari a spostare la monoposto, la ruota anteriore sinistra colpì la caviglia del pilota francese. Trasportato in un ospedale di Johannesburg le radiografie esclusero una frattura ma evidenziarono uno stiramento. La presenza del pilota francese per il resto del weekend di gara non venne messe in discussione. Keke Rosberg, con la nuova Williams, motorizzata Honda, chiuse col quinto tempo.
Il caldo del giorno seguente consentì solo a dieci piloti di migliorare il tempo del giovedì. Tambay confermò la pole position, la quarta della sua carriera. Il francese compì solo due giri nella giornata, proprio per la difficoltà di migliorare i cronometraggi del giorno prima. Alle sue spalle rimase Nelson Piquet, mentre terzo scalò Riccardo Patrese, pur nelle difficoltà delle Brabham, che subirono la rottura di due motori. Anche Arnoux riuscì a recuperare il quarto posto, battendo il tempo del giorno prima di Prost, che al venerdì dovette accontentarsi solo del decimo tempo di giornata, a causa anche di una errata scelta degli pneumatici. Kenny Acheson riuscì, per la prima volta, a qualificarsi per la gara, mentre le due Osella, pur non avendo ottenuto un tempo sufficiente per la qualifica, vennero ammesse comunque alla gara, con l'accordo di tutte le altre scuderie.

### Risultati
Nella sessione di qualifica si è avuta questa situazione:
| Pos | Nº | Pilota             | Costruttore             | Tempo    | Griglia |
| --- | -- | ------------------ | ----------------------- | -------- | ------- |
| 1   | 27 | Patrick Tambay     | Ferrari                 | 1'06"554 | 1       |
| 2   | 5  | Nelson Piquet      | Brabham-BMW             | 1'06"792 | 2       |
| 3   | 6  | Riccardo Patrese   | Brabham-BMW             | 1'07"001 | 3       |
| 4   | 28 | René Arnoux        | Ferrari                 | 1'07"105 | 4       |
| 5   | 15 | Alain Prost        | Renault                 | 1'07"186 | 5       |
| 6   | 1  | Keke Rosberg       | Williams-Honda          | 1'07"256 | 6       |
| 7   | 12 | Nigel Mansell      | Lotus-Renault           | 1'07"643 | 7       |
| 8   | 9  | Manfred Winkelhock | ATS-BMW                 | 1'07"682 | 8       |
| 9   | 22 | Andrea De Cesaris  | Alfa Romeo              | 1'07"759 | 9       |
| 10  | 2  | Jacques Laffite    | Williams-Honda          | 1'07"931 | 10      |
| 11  | 11 | Elio de Angelis    | Lotus-Renault           | 1'07"937 | 11      |
| 12  | 8  | Niki Lauda         | McLaren-TAG Porsche     | 1'07"974 | 12      |
| 13  | 35 | Derek Warwick      | Toleman-Hart            | 1'08"061 | 13      |
| 14  | 16 | Eddie Cheever      | Renault                 | 1'08"069 | 14      |
| 15  | 7  | John Watson        | McLaren-TAG Porsche     | 1'08"328 | 15      |
| 16  | 36 | Bruno Giacomelli   | Toleman-Hart            | 1'08"350 | 16      |
| 17  | 23 | Mauro Baldi        | Alfa Romeo              | 1"08"628 | 17      |
| 18  | 3  | Michele Alboreto   | Tyrrell-Ford Cosworth   | 1'11"096 | 18      |
| 19  | 4  | Danny Sullivan     | Tyrrell-Ford Cosworth   | 1'11"382 | 19      |
| 20  | 30 | Thierry Boutsen    | Arrows-Ford Cosworth    | 1'11"658 | 20      |
| 21  | 25 | Jean-Pierre Jarier | Ligier-Ford Cosworth    | 1'12"017 | 21      |
| 22  | 29 | Marc Surer         | Arrows-Ford Cosworth    | 1'12"049 | 22      |
| 23  | 26 | Raul Boesel        | Ligier-Ford Cosworth    | 1'12"745 | 23      |
| 24  | 17 | Kenny Acheson      | RAM March-Ford Cosworth | 1'13"352 | 24      |
| NQ  | 31 | Corrado Fabi       | Osella-Alfa Romeo       | 1'13"656 | 25      |
| NQ  | 32 | Piercarlo Ghinzani | Osella-Alfa Romeo       | 1'14"903 | 26      |

## Gara

### Resoconto
Nel giro di formazione, a causa di un problema al motore, il pilota della McLaren John Watson non prese il via assieme agli altri piloti. Riuscito a partire, una volta raggiunto il plotone, già schierato sulla griglia, invece di accodarvisi, riprese la sua posizione in griglia, cosa non permessa dal regolamento, tanto durante il Gran Premio venne squalificato.
Al via le Brabham di Nelson Piquet e Riccardo Patrese presero il comando, rubando la prima posizione a Patrick Tambay; alla Crowthorne Andrea De Cesaris passò Alain Prost, per il quarto posto. Seguivano Keke Rosberg, René Arnoux e Elio De Angelis. Nel secondo giro Tambay dovette cedere anche a De Cesaris e Prost. Sempre al giro 2 Jacques Laffite finì la sua gara, per un incidente, dopo essere stato tamponato da Eddie Cheever.
Al quinto giro Niki Lauda prese la settima posizione ad Arnoux e, un giro dopo, passò anche Keke Rosberg. De Angelis, nel frattempo, viene passato da diverse vetture, a causa di un guasto al propulsore. Al nono giro Prost passò De Cesaris, mentre Lauda sorpassò anche l'altro ferrarista, Tambay, che aveva dei problemi con gli pneumatici. Nello stesso giro terminò la sua gara René Arnoux, uno dei tre piloti in lizza per il titolo, col motore fuori uso.
La rincorsa di Lauda proseguì al giro 12, quando superò De Cesaris e si trovò quarto, dietro alle due Brabham e Prost. Con questa classifica Piquet si sarebbe assicurato il titolo, con 3 punti di margine sul francese della Renault. Al giro 18 Lauda entrò sul podio virtuale, passando Prost. Al ventesimo giro viene esposta la bandiera nera per Watson.
Al ventottesimo passaggio Nelson Piquet andò ai box per il cambio gomme: rientrò in pista sempre primo, davanti a Patrese e Lauda. Al trentaquattresimo passaggio anche Lauda andò al cambio gomme, rientrando in gara solo settimo. Due giri dopo Alain Prost si ritirò, per un problema al turbo. Ormai solo un ritiro poteva levare a Piquet il suo secondo titolo mondiale. Piquet guidava sempre il gran premio, davanti a Patrese, De Cesaris, Tambay, Lauda e Warwick.
Tra il giro 41 e il 47 fecero la loro sosta De Cesaris, Tambay e Patrese. Ciò permise a Lauda di scalare terzo, dietro alle due Brabham. Keke Rosberg settimo, al giro 48, riuscì a sdoppiarsi, in quanto Piquet aveva rallentato il ritmo di gara. Al giro 56 si fermò anche Patrick Tambay, anche lui fermato da un guasto al turbo. Poco dopo anche Bruno Giacomelli fu costretto all'abbandono, con le fiamme che si levavano dal motore della sua Toleman.
Al sessantesimo giro Riccardo Patrese venne lasciato passare da Piquet, portandosi in testa alla gara. Al giro 69 Niki Lauda prese il secondo posto al brasiliano, alla The Kink. Piquet ora si trovava vicino anche De Cesaris, mentre proseguiva la lotta tra Rosberg e Cheever per la sesta posizione.
Negli ultimi giri Niki Lauda si lanciò all'inseguimento di Patrese, ma dovette desistere per un corto circuito della sua batteria, ritirandosi. Piquet riconquistò così la seconda posizione, che però perse presto, passato da Andrea De Cesaris.
La classifica non mutò fino al termine. Dietro alla doppietta di piloti italiani, Nelson Piquet, col terzo posto, si aggiudicò il suo secondo titolo mondiale. Derek Warwick chiuse quarto davanti a Rosberg. Una vettura motorizzata Honda tornava così a punti in Formula 1 per la prima volta dal Gran Premio del Messico 1968, quando un analogo piazzamento fu ottenuto da Jo Bonnier. Per Piquet fu il secondo titolo piloti nella carriera e Fu il primo titolo mondiale per un pilota al volante di una vettura a motore turbo e per la scuderia di Jack brabham questo e il suo quarto e ultimo titolo piloti nella storia del team. Per la scuderia di Maranello fu il secondo titolo costruttori  di fila, non che ottavo titolo costruttori in formula 1 per la Ferrari e ultimo titolo con Enzo Ferrari ancora in vita prima del dominio Schumacher-Ferrari dal 1999 al 2004. A campionato finito ci furono delle contestazioni sulla regolarità delle benzine usate dalle Brabham, ma successivamente il titolo venne confermato dalla FISA.

### Lo scandalo della benzina della brabham
Nel dicembre 1983 venne rese pubblica una lettera, inviata da Bernie Ecclestone, patron della Brabham, a Renault e Ferrari, in cui riconosceva che la benzina utilizzata dal team superava il numero di ottani permesso. Il valore era di 102,90, contro il 102,51, massimo livello tollerato. Ecclestone affermava che l'errore era stato fatto in buona fede, e che ciò non avrebbe inciso sulle prestazioni delle monoposto. La FISA si difese affermando che i test effettuati, nel corso del Gp d'Italia dall'Institut français du pétrole, confermavano che il carburante aveva un numero di ottani all'interno della forchetta di ammissibilità, stabilita dai criteri tecnici.
La Renault decise però di non procedere con un reclamo. Anche se in tutto quell'anno ci furono molte polemiche sulle benzine. Risultò che la Brabham utilizzasse benzina irregolare a causa del numero di ottano superiore alla norma. Ma emersero dei dubbi anche sui metodi di verifica delle benzine e sullo stesso regolamento che ammetteva benzine di diverso tipo per le gare extraeuropee, si veniva al paradosso che nel Gran Premio del Sudafrica le Brabham usassero benzina con numero di ottano superiore alla norma, ma altri concorrenti usavano benzina avio, ammessa dal regolamento per quelle gare, con numero di ottano ancora maggiore. Alla fine Ecclestone ammise l'uso di benzina irregolare ma dichiarando la buona fede e scusandosi con i principali avversari Ferrari e Renault, che non sporsero reclamo permettendo la convalida del titolo. A distanza di anni Ecclestone ha dichiarato che quella lettera di scuse fu voluta in particolare dalla Renault anche per giustificare la loro sconfitta. In effetti lo smacco per i francesi fu enorme dopo essere stati vicini a vincere per la prima volta il mondiale, con una vettura tutta costruita in Francia e con un pilota francese. Va anche detto che anche la Ferrari era stata messa sotto accusa per un sistema (poi vietato) che miscelava acqua alla benzina.

### Risultati
I risultati del gran premio furono i seguenti:
| Pos | No | Pilota             | Costruttore             | Giri | Tempo/Ritiro     | Pos. Griglia | Punti |
| --- | -- | ------------------ | ----------------------- | ---- | ---------------- | ------------ | ----- |
| 1   | 6  | Riccardo Patrese   | Brabham-BMW             | 77   | 1h33'25"708      | 3            | 9     |
| 2   | 22 | Andrea De Cesaris  | Alfa Romeo              | 77   | + 9"319          | 9            | 6     |
| 3   | 5  | Nelson Piquet      | Brabham-BMW             | 77   | + 21"969         | 2            | 4     |
| 4   | 35 | Derek Warwick      | Toleman-Hart            | 76   | + 1 giro         | 13           | 3     |
| 5   | 1  | Keke Rosberg       | Williams-Honda          | 76   | + 1 giro         | 6            | 2     |
| 6   | 16 | Eddie Cheever      | Renault                 | 76   | + 1 giro         | 14           | 1     |
| 7   | 4  | Danny Sullivan     | Tyrrell-Ford Cosworth   | 75   | + 2 giri         | 19           |       |
| 8   | 29 | Marc Surer         | Arrows-Ford Cosworth    | 75   | + 2 giri         | 22           |       |
| 9   | 30 | Thierry Boutsen    | Arrows-Ford Cosworth    | 74   | + 3 giri         | 20           |       |
| 10  | 25 | Jean-Pierre Jarier | Ligier-Ford Cosworth    | 73   | + 4 giri         | 21           |       |
| 11  | 8  | Niki Lauda         | McLaren-TAG Porsche     | 71   | Probl. Elettrici | 12           |       |
| 12  | 17 | Kenny Acheson      | RAM March-Ford Cosworth | 71   | + 6 giri         | 24           |       |
| NC  | 12 | Nigel Mansell      | Lotus-Renault           | 68   | Non classificato | 7            |       |
| NC  | 26 | Raul Boesel        | Ligier-Ford Cosworth    | 66   | Non classificato | 23           |       |
| Rit | 3  | Michele Alboreto   | Tyrrell-Ford Cosworth   | 60   | Motore           | 18           |       |
| Rit | 27 | Patrick Tambay     | Ferrari                 | 56   | Turbo            | 1            |       |
| Rit | 36 | Bruno Giacomelli   | Toleman-Hart            | 56   | Turbo            | 16           |       |
| Rit | 15 | Alain Prost        | Renault                 | 35   | Turbo            | 5            |       |
| Rit | 31 | Corrado Fabi       | Osella-Alfa Romeo       | 28   | Motore           | 25           |       |
| Rit | 11 | Elio De Angelis    | Lotus-Renault           | 20   | Motore           | 11           |       |
| SQ  | 7  | John Watson        | McLaren-TAG Porsche     | 18   | Squalificato     | 15           |       |
| Rit | 28 | René Arnoux        | Ferrari                 | 9    | Motore           | 4            |       |
| Rit | 23 | Mauro Baldi        | Alfa Romeo              | 5    | Motore           | 17           |       |
| Rit | 9  | Manfred Winkelhock | ATS-BMW                 | 1    | Motore           | 8            |       |
| Rit | 2  | Jacques Laffite    | Williams-Honda          | 1    | Testacoda        | 10           |       |
| Rit | 32 | Piercarlo Ghinzani | Osella-Alfa Romeo       | 1    | Motore           | 26           |       |

## Classifiche

### Piloti
| Pos. | Pilota            | Punti |
| ---- | ----------------- | ----- |
| 1    | Nelson Piquet     | 59    |
| 2    | Alain Prost       | 57    |
| 3    | René Arnoux       | 49    |
| 4    | Patrick Tambay    | 40    |
| 5    | Keke Rosberg      | 25    |
| 6    | John Watson       | 22    |
| 7    | Eddie Cheever     | 22    |
| 8    | Andrea De Cesaris | 15    |
| 9    | Riccardo Patrese  | 13    |
| 10   | Niki Lauda        | 12    |
| 11   | Jacques Laffite   | 11    |
| 12   | Michele Alboreto  | 10    |
| 13   | Nigel Mansell     | 10    |
| 14   | Derek Warwick     | 9     |
| 15   | Marc Surer        | 4     |
| 16   | Mauro Baldi       | 3     |
| 17   | Danny Sullivan    | 2     |
| 18   | Elio De Angelis   | 2     |
| 19   | Bruno Giacomelli  | 1     |
| 20   | Johnny Cecotto    | 1     |

### Costruttori
| Pos. | Team                   | Punti |
| ---- | ---------------------- | ----- |
| 1    | Ferrari                | 89    |
| 2    | Renault                | 79    |
| 3    | Brabham-BMW            | 72    |
| 4    | Williams-Ford Cosworth | 36    |
| 5    | McLaren-Ford Cosworth  | 34    |
| 6    | Alfa Romeo             | 18    |
| 7    | Tyrrell-Ford Cosworth  | 12    |
| 8    | Lotus-Renault          | 11    |
| 9    | Toleman-Hart           | 10    |
| 10   | Arrows-Ford Cosworth   | 4     |
| 11   | Williams-Honda         | 2     |
| 12   | Theodore-Ford Cosworth | 1     |
| 13   | Lotus-Ford Cosworth    | 1     |